# العلاقات الألبانية اللبنانية
العلاقات الألبانية اللبنانية هي العلاقات الثنائية التي تجمع بين ألبانيا ولبنان.

## مقارنة بين البلدين
هذه مقارنة عامة ومرجعية للدولتين:
| وجه المقارنة                                              | ألبانيا                                                    | لبنان                                                                |
| --------------------------------------------------------- | ---------------------------------------------------------- | -------------------------------------------------------------------- |
| المساحة (كم2)                                             | 28.75 ألف                                                  | 10.45 ألف                                                            |
| عدد السكان (نسمة)                                         | 3.02 مليون                                                 | 6.10 مليون                                                           |
| الكثافة السكانية (ن./كم²)                                 | 105.04                                                     | 583.73                                                               |
| العاصمة                                                   | تيرانا                                                     | بيروت                                                                |
| اللغة الرسمية                                             | اللغة الألبانية                                            | اللغة العربية، لغة فرنسية                                            |
| العملة                                                    | ليك ألباني                                                 | ليرة لبنانية                                                         |
| الناتج المحلي الإجمالي (بليون دولار)                      | 13.04 مليار                                                | 51.84 مليار                                                          |
| الناتج المحلي الإجمالي (تعادل القوة الشرائية) بليون دولار | 33.17 مليار                                                | 81.54 مليار                                                          |
| الناتج المحلي الإجمالي الاسمي للفرد دولار أمريكي          | 3.94 ألف                                                   | 8.05 ألف                                                             |
| الناتج المحلي الإجمالي للفرد دولار أمريكي                 | 11.11 ألف                                                  | 17.46 ألف                                                            |
| مؤشر التنمية البشرية                                      | 0.764                                                      | 0.769                                                                |
| رمز المكالمات الدولي                                      | +355                                                       | +961                                                                 |
| رمز الإنترنت                                              | .al                                                        | .lb                                                                  |
| المنطقة الزمنية                                           | توقيت وسط أوروبا، ت ع م+01:00، ت ع م+02:00، أوروبا/تيرانا ‏ | ت ع م+02:00، ت ع م+03:00، توقيت شرق أوروبا، توقيت شرق أوروبا الصيفي ‏ |

## منظمات دولية مشتركة
يشترك البلدان في عضوية مجموعة من المنظمات الدولية، منها:
| علم المنظمة | اسم المنظمة                               | تاريخ انضمام ألبانيا | تاريخ انضمام لبنان |
| ----------- | ----------------------------------------- | -------------------- | ------------------ |
|             | الاتحاد البريدي العالمي                   | ?                    | ?                  |
|             | مؤسسة التنمية الدولية                     | 15 أكتوبر 1991       | 10 أبريل 1962      |
|             | منظمة حظر الأسلحة الكيميائية              | ?                    | ?                  |
|             | الأمم المتحدة                             | 14 ديسمبر 1955       | 24 أكتوبر 1945     |
|             | وكالة ضمان الاستثمار متعدد الأطراف        | 15 أكتوبر 1991       | 19 أكتوبر 1994     |
|             | منظمة الشرطة الجنائية الدولية             | ?                    | ?                  |
|             | مؤسسة التمويل الدولية                     | 15 أكتوبر 1991       | 28 ديسمبر 1956     |
|             | الاتحاد الدولي للاتصالات                  | 2 يونيو 1922         | 12 يناير 1924      |
|             | البنك الدولي للإنشاء والتعمير             | 15 أكتوبر 1991       | 14 أبريل 1947      |
|             | منظمة التعاون الإسلامي                    | ?                    | ?                  |
|             | المركز الدولي لتسوية المنازعات الاستشارية | 14 نوفمبر 1991       | 25 أبريل 2003      |
|             | يونسكو                                    | 16 أكتوبر 1958       | 4 نوفمبر 1946      |

## وصلات خارجية
- موقع وزارة الخارجية الألبانية